# Gamze Karaduman

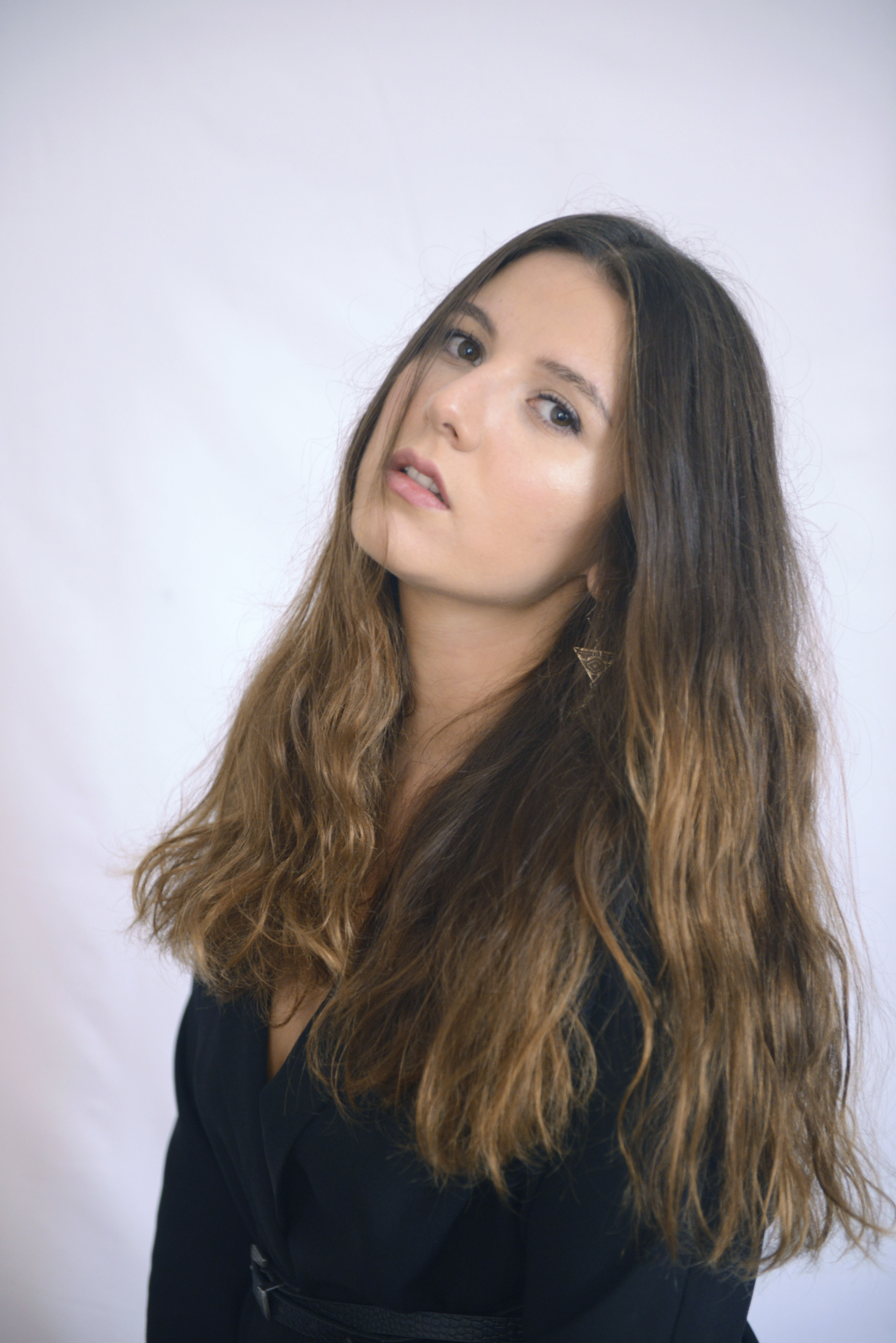
Gamze Karaduman (2016)

Gamze Karaduman (* 15. August 1987 in Istanbul) ist eine türkische Schauspielerin.

## Leben und Karriere
Karaduman wurde am 15. August 1987 in Istanbul geboren. Sie studierte an der Mimar Sinan Üniversitesi. Ihr Debüt gab sie 2004 in der Fernsehserie Avrupa Yakası. Anschließend war sie 2007 in der Serie Bıçak Sırtı zu sehen. Außerdem wurde Karaduman für die Serie Güldünya gecastet. Später trat sie in Merhaba Hayat auf. Von 2013 bis 2015 spielte sie in der Serie Aramızda Kalsın die Hauptrolle.

## Filmografie
Filme
- 2016: Çok Uzak Fazla Yakın
- 2017: İlk Öpücük
- 2019: Amacı Olmayan Grup
- 2020: Bayi Toplantısı
- 2023: Aaahh Belinda

Serien
- 2004: Avrupa Yakası
- 2008: Bıçak Sırtı
- 2009: Güldünya
- 2012: Merhaba Hayat
- 2013–2015: Aramızda Kalsın
- 2017: Yıldızlar Şahidim
- 2017–2018: Yalaza
- 2020: Hizmetçiler
- 2020–2021: Menajerimi Ara
- seit 2023: Ömer